# 구리하마
구리하마(久里浜)는 가나가와현 요코스카시의 동부에 있는 지명이다. 좁은 의미로는 요코스카시 구리하마를 뜻하며, 넓은 의미에서는 메이지 대합병으로 탄생한 옛 미우라가 군 구리하마 촌(거의 현재 요코스카시 구리하마 행정 센터 관할 구역, 이와토, 우치, 우치신덴, 구비리, 히사무라, 구리하마, 구리하마다이, 시와라, 신메초, 나가세, 쇼난 하이란도, 후나쿠라, 와카미야다이 13 지구)이다.
흑선 내항이 있었던 땅인 우라가에 곶을 사이에 두고 인접해 있고, 페리 함대가 처음 상륙한 장소로 알려져 있다.

## 개요
구리하마는 요코스카 시의 남동부에 위치한 지역이다. 히라사쿠 강을 따라 평지가 넓어지고, 언덕이 그 평지 주위에 위치한다. 동부에는 히라사쿠 강이 흘러나가는 구리하마 항(浦賀水道)이 입지하고 있다.
평지부는 교통편이 비교적 좋기 때문에 사람들과 상업 시설이 많다. 특히 게이큐 구리하마 역 주변에는 아케이드가 있는 상가나 대형 쇼핑몰이 위치하고 있으며 번성하고 있다. 구릉부에는 주거 지역이 넓게 펼쳐져 있고, 일부는 공원(구리하마 꽃의 나라)으로 조성되어 자연이 보존되어 있다. 연안 항만 산업 지역으로 개발되고 있으며, 동남부에는 도쿄 전력 요코스카 화력 발전소가 입지해 있다. 항구의 중앙부에는 인공 해변이 조성되어 공원으로 이용되고 있다.

## 역사

### 고분 시대 이전
구리하마 항에서 북서쪽에 있는 언덕에서 유적이나 유골 등이 다수 출토되고 있으며 (요시이 패총, 하치만 신사 유적 등), 야요이인으로부터 전해진 벼농사가 행해진 흔적이 발견되고 있다.

### 중세
미우라가 반도는 현재 키누까지 내해가 계속되고 있었다. 가마쿠라 막부의 중신이었던 미우라가 씨의 영지가 되었다. 현재 후나쿠라 근처의 언덕에 누다 성(怒田城, 또는 沼田城)을 근거지로 수군의 거점이 마련되었다. 미우라가 씨는 호지아이 전투에서 호조 씨에 의해 멸망하고 호조 씨의 지배 지역이 되었다.

### 에도 시대

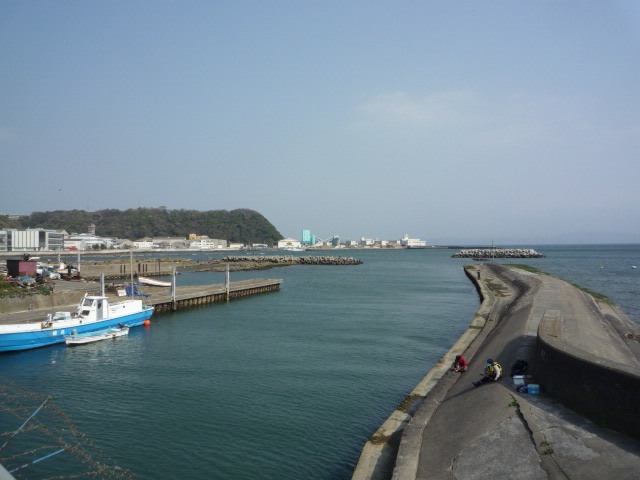
하라사쿠 강 어귀

히라사쿠 강 하구에 위치한 구리하마는 원래 강과 바다가 혼재한 습지로 별로 사람도 살지 않는 땅이었지만, 1660년(만지 3년)에 스나무라 신자에모가 8년 간에 걸쳐 신전(内川新田)을 개발했다. 난공사였던 것 같고, 현지에 제물을 바쳤다는 전설도 남아있다. 그러나 공사 덕분에 비약적으로 수확량이 증가했다고 한다. 누다 성터에서 우라가로 향하는 언덕을 온바야시(御林)라고 하며, 우라가 부교를 지배한 에도 막부의 어용림으로 에도 대화재 시의 부흥에 이용되었다.
1853년 가에이 6년 6월 3일 우라가에 위치한 우라가 부교와 협의 결과 내항한 페리 함대 해병대 300명으로 협상이 이곳에서 진행되었으며 미국 측의 친서를 받았다. 당시 구리하마 그냥 어촌이었으며, 곶을 사이에 두고 우라가에 인접해 많은 인원이 집결할 수 있는 적당한 바닷가가 있었기 때문에 그곳이 상륙지가 되었다.

### 메이지 ~ 패전
메이지 유신 후는 제국 방어의 요충지 요코스카의 다른 지역처럼 군사 시설이 많이 만들어졌다. 1938년(쇼와 13년)에 현재의 구리하마 주둔지의 전신에 해당하는 해군통신학교가 개교했다. 1942년(쇼와 17년)에 도쿄 급행 전철(다이토큐)는 구리하마역(현재의 게이큐 구리하마 역)이 문을 열었다. 또한 수도에서 가까운 수많은 병력의 상륙이 가능한 바닷가이기 때문에 본토 결전에서 양군의 미군 상륙 예상 지점이 되었다.

### 전후 ~ 현재

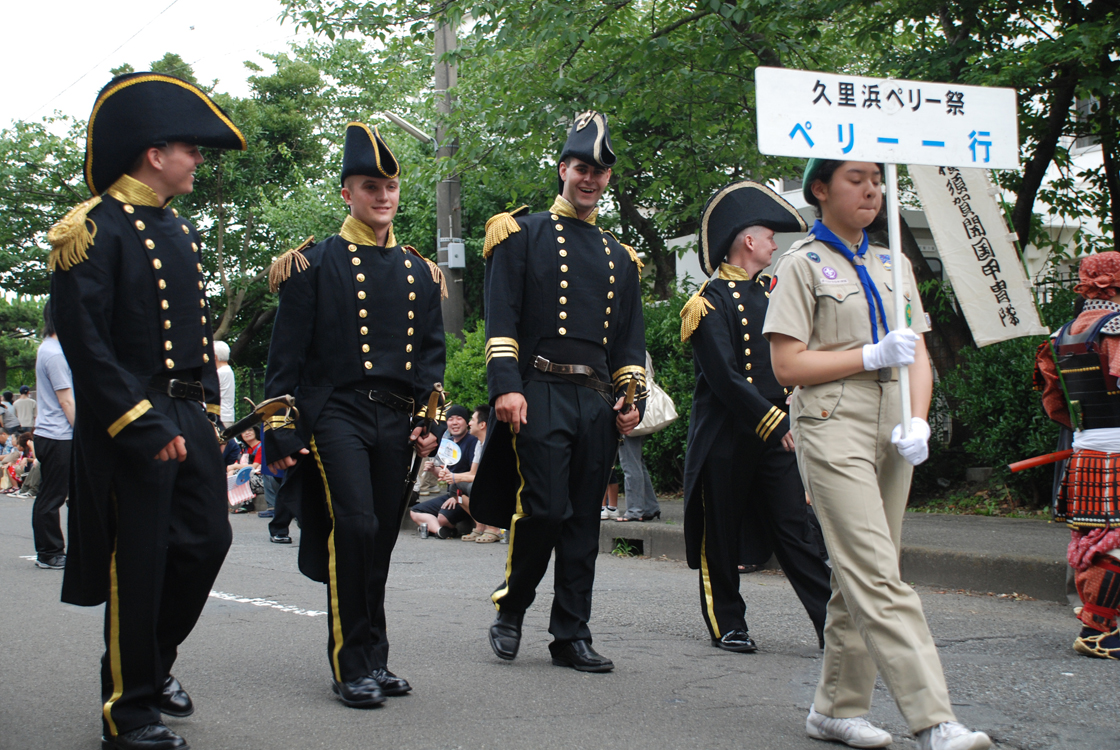
구리하마 페리 축제

패전 후 일본군 시설은 미군에 접수된 후 반환되며 법무성, 국토교통성, 자위대 등의 시설 · 연구소, 문교 시설, 공단 등으로 거듭났다. 매립지에는 3개의 굴뚝이 랜드마크가 되었던 요코스카 화력 발전소가 입지하였고, 도쿄 만 페리의 취항으로 보소 반도의 관문으로서의 역할도 담당하게 되었다. 남아 있던 논밭은 사라 평야뿐만 아니라, 구릉부에 택지 개발(쇼난 하이랜드 등)이 진행되었다. 게이힌 지역의 베드타운화가 진행된 결과, 인구는 급격히 증가했고, 각종 인프라도 갖추어졌다. 다만, 헤이세이 시대에 들어서는 인구가 포화되면서 소폭 감소를 하는 추세에 있었다.
현재는 관광개발이 이루어지고 있으며, 구리하마 꽃의 나라와 페리 공원에는 많은 관광객이 방문하고 있다. 주요 지역 행사로 매년 7월에 개최되는 〈구리하마 페리 축제〉(불꽃 놀이 퍼레이드 등)이 있다.

## 교통
- 게이힌 급행 전철 구리하마 선 게이큐 구리하마 역
- JR요코스카 선 구리하마역
- 요코스카 항 도쿄 만 페리 도카이 기센

## 갤러리

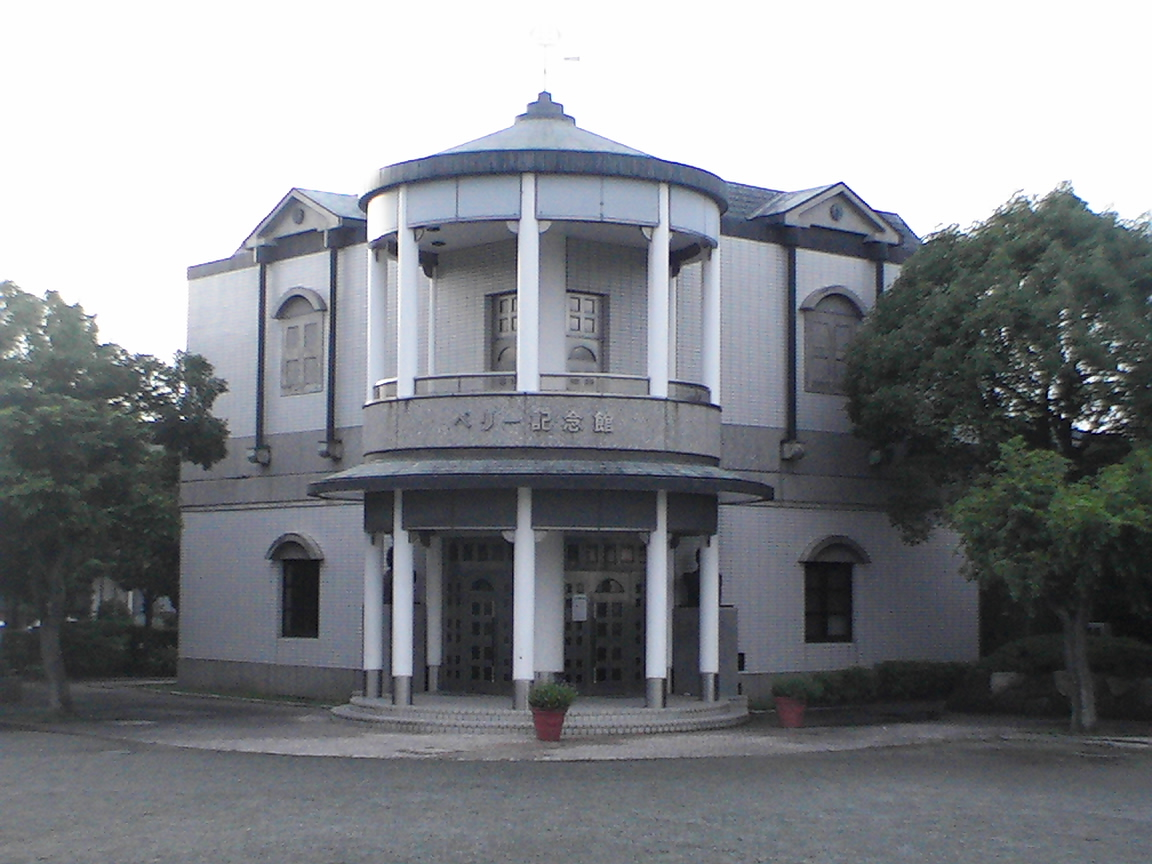
페리 기념관
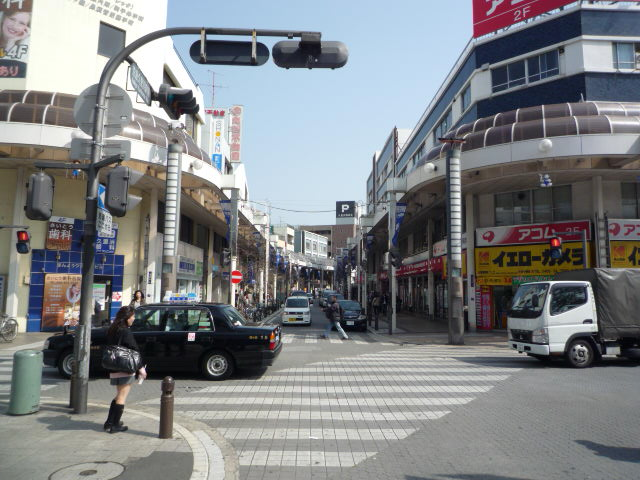
구리하마 상가
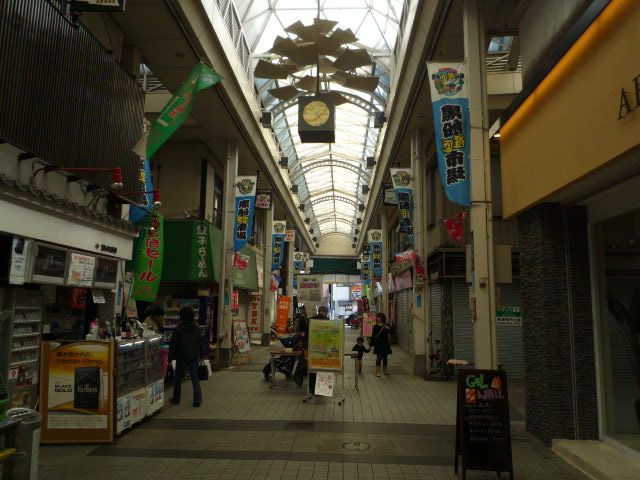
구리하마 상가
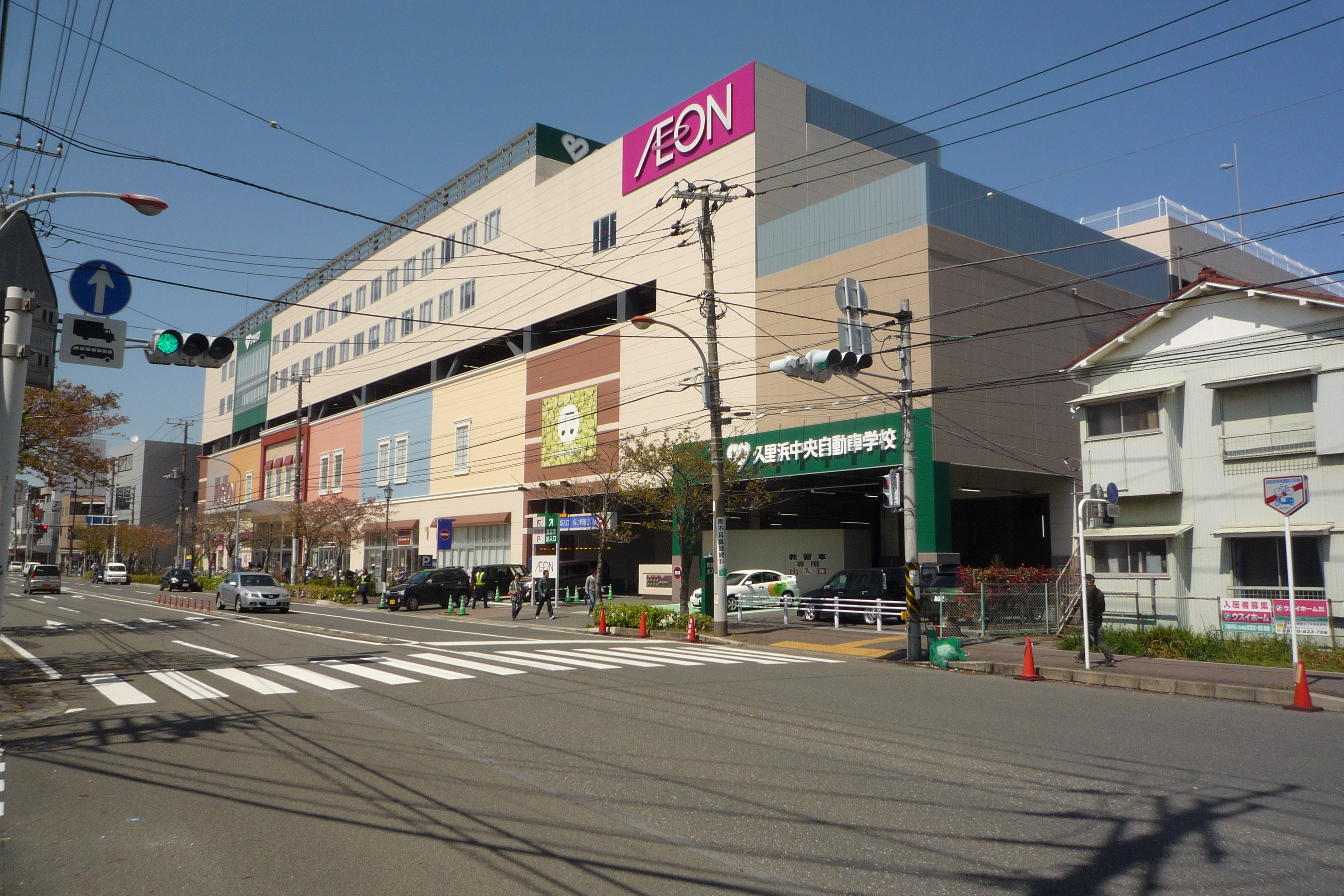
요코스카 구리하마 쇼핑센터